# Supersypnoides pseudosabulosa
Supersypnoides pseudosabulosa är en fjärilsart som beskrevs av Emilio Berio 1973. Supersypnoides pseudosabulosa ingår i släktet Supersypnoides och familjen nattflyn. Inga underarter finns listade i Catalogue of Life.